# Ctenochares vigilator
Ctenochares vigilator là một loài tò vò trong họ Ichneumonidae.